# 村田陽一
村田 陽一（むらた よういち、1963年7月25日 - ）は、日本のトロンボーン奏者、作曲家、編曲家、音楽プロデューサー。静岡県静岡市出身。洗足学園音楽大学音楽学部ジャズ科講師。

## 人物
ジャズを中心にしながらポップ・ミュージックからクラシックまで幅広いジャンルで活動する。
これまでにJAGATARA、BIG HORNS BEE、オルケスタ・デ・ラ・ルスなど様々なバンドに在籍。近年は「村田陽一SOLID BRASS」、「村田陽一ORCHESTRA」、「村田陽一HOOK UP」と編成の異なる三つのバンドに加え、様々な編成でのライブ活動も精力的に行っている。演奏者としても、無数のレコーディング・セッションに参加。ジャンルを問わないその活動は日本国内のみならず海外にも及び、海外遠征もモントルー・ジャズ・フェスティバル、JAVA JAZZ（インドネシア）出演をはじめ多数にのぼる。海外ミュージシャンとの共演も多く、デイヴィッド・サンボーン、マイケル・ブレッカー、ランディ・ブレッカー、ボブ・ミンツァー、フレッド・ウェズリー、タワー・オブ・パワー、マーカス・ミラーなど。2010年にはイヴァン・リンスとのコラボレーション・アルバムをリリース。
精力的な演奏活動の一方、編曲家として、椎名林檎、ゆず、槇原敬之、布袋寅泰、井上陽水、ピチカート・ファイヴ、福山雅治、サザンオールスターズ、Original Love、小泉今日子、スウィング・アウト・シスター、山崎まさよし、SMAP、中森明菜、渡辺貞夫などの作品を手がけている。クラシック、吹奏楽の分野においての作品提供も多く、山本浩一郎（シアトル交響楽団首席トロンボーン奏者）、箱山芳樹（新日本フィルハーモニー交響楽団首席トロンボーン奏者）、外囿祥一郎、東京佼成ウインドオーケストラなどに委嘱作品を提供、2009年にはアニメ「新世紀エヴァンゲリオン」、2017年にはNHK大河ドラマ『おんな城主 直虎』の吹奏楽版の編曲を担当。TV番組の音楽の編曲も多く、テレビドラマ『古畑任三郎』、FNS歌謡祭の編曲などを担当。
2016年のリオオリンピック閉会式でのフラッグハンドオーバーセレモニーでは、使用された楽曲の一部の編曲と演奏を担当。
2020年東京オリンピック・パラリンピックに向け、1963年に制作された「東京五輪音頭」をリメイクした「東京五輪音頭-2020-」の楽曲編曲を担当。

## 略歴
※オフィシャルサイトなどのプロフィールを参照。
1975年
- 12歳より市内のアマチュアオーケストラなどでトロンボーンを始める。

1980年
- 「全日本ユース選抜吹奏楽団」の一員としてアメリカ、メキシコで演奏。

1982年
- 立正大学に進学。上京を機にジャズ等のポピュラー・ミュージックに転向し、頭角を現す。大学在学中よりプロ活動を開始。新宿PIT-INN、六本木PIT-INNを中心に、数多くのセッションを重ねる一方、自己のバンドを率いて活動を開始する。またJAGATARAや米米CLUBなど様々なバンドにも籍を置く。

1988年
- キューバに演奏旅行。

1989年
- オルケスタ・デ・ラ・ルスのホーンアレンジを担当。トロンボーン奏者としてニューヨークの「ヴィレッジ・ヴァンガード」に出演し、ジョン・ファディス（英語版）と共演。

1990年
- 1990年公開の映画『東京上空いらっしゃいませ』（相米慎二監督）で音楽を担当。トロンボーン奏者役の中井貴一に演技指導も行う。

1991年
- 1stソロアルバムをリリース。これを機に「村田陽一SOLID BRASS」を結成。

1993年
- 「村田陽一SOLID BRASS」としてニューヨークで開催されたBRASS CONFERENCEに参加し「SWEET BASIL」で演奏。また「SEIGEN ONO UNIT」として「モントルー・ジャズ・フェスティバル」に出演。翌1994年にも同ユニットで連続出演する。

1995年
- 秋、文化庁主催芸術祭コンサートで「村田陽一SOLID BRASS」にストリングスを加えたオーケストラでアレンジを披露する。

1996年
- 当年から3年間にわたり渡辺貞夫ビッグバンドのコンサートマスター、編曲家、音楽監督を兼務する。
- 6月、「ファンク」をテーマにニューヨーク、アトランタ、ロサンジェルスの世界的ミュージシャンと共にレコーディングしたソロ・アルバム『HOOK UP』をリリース。
- 8月『Mt.FUJI JAZZ FESTIVAL'96』に『村田陽一&村上“ポンタ”秀一 ワン・ナイト・オーケストラ』で出演。

1997年
- プロデューサーとして小野リサ、納浩一、橋本健次の作品を手がける。

2000年
- 村上“ポンタ”秀一、佐山雅弘と共に新レーベル「3viewsレーベル」（ビクターエンタテインメント）を設立。
- 12月からBSフジ「ずっと好きな歌」のサウンド・プロデューサーを務める（2003年3月まで）。

2003年
- ソロアルバム『ABSOLUTE TIMES』を発表。

2004年
- 吉田美奈子 with ブラスアートアンサンブルのレコーディング、コンサートでの編曲、指揮を担当。

2005年
- 開催の愛知万博において、「布袋寅泰 with 日本フィルハーモニーオーケストラ」のコンサートの編曲と指揮を担当。

2006年
- 当年より数年間、FNS歌謡祭の編曲、演奏を担当。

2008年
- 6月、ヤマハジャズフェスティバルイン浜松'08にて「トリビュート・トゥ・ブレッカー・ブラザーズ」と銘打ってランディ・ブレッカーとジョイントし、ライブレコーディングを行い、同年10月にリリース。
- 11月、椎名林檎のデビュー10周年記念ライブ「椎名林檎（生）林檎博'08 〜10周年記念祭〜」に参加。

2010年
- イヴァン・リンスとのコラボレーションアルバム『Janeiro』をリリース。

2011年
- サリナ・ジョーンズ（英語版）『The First Live』（ポニーキャニオン）の録音に参加。

2012年
- 東京ジャズにおいてベン・E・キング、岩手ジャズにおいてジョー・サンプルバンドのバンドマスターを務める。

2014年
- 4-5月、福山雅治の全国ドームツアー『FUKUYAMA MASAHARU WE'RE BROS. TOUR 2014 HUMAN』に参加。6月には海外公演『FUKUYAMA MASAHARU WE'RE BROS. TOUR 2014 in ASIA』に参加。
- 11-12月、椎名林檎のアリーナツアー「(生)林檎博'14 ―年女の逆襲―」に参加。一部楽曲のライブアレンジも担当。

2015年
- 10-12月、椎名林檎のホールツアー「椎名林檎と彼奴等がゆく 百鬼夜行2015」に参加。全面的にライブアレンジも担当。

2016年
- 2016年リオデジャネイロオリンピックの開会式フラッグハンドオーバーセレモニーでの一部使用楽曲の編曲・演奏を担当[5]。
- NHK「歌謡チャリティーコンサート」「うたコン」「思い出のメロディ」オーケストラ編曲担当。
- デイヴ・グルーシンらをゲストに招いた渡辺貞夫ジャズオーケストラコンサートにおいて編曲担当。

2017年
- 任天堂スーパーマリオ オデッセイ主題歌『Jump Up, Super Star!』の編曲担当。
- NHK「歌謡チャリティーコンサート」「思い出のメロディー」オーケストラ編曲担当。
- 都庁パブルックビューイング「スポーツ」作曲
- 東京五輪音頭2010編曲
- 「第68回NHK紅白歌合戦」関ジャニ∞ 楽曲 編曲
- 椎名林檎「逆輸入 〜航空局〜」多数 編曲

2018年
- BSジャパン「おんがく交差点」編曲
- 椎名林檎『椎名林檎と彼奴等の居る真空地帯』ツアー参加
- 椎名林檎『(生)林檎博'18 - 不惑の余裕 -』ツアー参加、およそプログラム半分の楽曲のオーケストラ編曲担当

2019年
- 椎名林檎「公然の秘密」「浪漫と算盤」の編曲を担当
- Michel Camilo (pf) ＠ブルーノート公演に参加
- FRANKIE VALL (Vo) 国内ツアーに参加
- 紅白歌合戦 椎名林檎「人生は夢だらけ」編曲担当
- 2010年にリリースしたイヴァン・リンスとのコラボレーションアルバム「ジャネイロ」を新録2曲を加えてリイシュー。新録には椎名林檎 (Vox)、ウィル・リー (Bass) などが参加。

2020年
- 村田陽一BIG BAND＠目黒ブルースアレイにて無観客配信ライブ
- 村田陽一SOLID BRASS＠目黒ブルースアレイにて有観客配信ライブ
- NHK BS「映画音楽は素晴らしい」に3曲編曲、1曲演奏で参加
- 渡辺貞夫ビッグバンド コンサートに演奏、編曲で参加
- 渡辺貞夫「Bop Night」ツアーにホーンアレンジ、演奏で参加
- 福山雅治 配信ライブ 参加

2022年
- 香取慎吾ソロ 明治座を皮切りにSNGバンドマスター(音楽監督)として参加。
- 渡辺貞夫ビッグバンドのバンドマスターとして全曲編曲を担当し、新日本フィルとの共演では指揮者としても参加。
- 紅白歌合戦 鈴木雅之、ジャニーズアーティストなどの編曲担当。
- 他、福山雅治、石川さゆり、椎名林檎 他数々のアーティストの編曲と演奏 (省略)

2023
- 香取慎吾 SNG （音楽監督）
- 石川さゆり サントリーウイスキー100周年特別企画ライブの編曲と演奏。
- 渡辺貞夫ビッグバンド@blue note tokyo のバンマスとして参加他数々のコンサートの編曲と演奏を担当。
- 渡辺貞夫meets新日本フィルハーモニーオーケストラの編曲、指揮を担当
- 福山雅治ライブならびに紅白歌合戦も同アーティストで参加。
- 他CM作品、数々のアーティストの楽曲制作等。(省略)

2024
- 渡辺貞夫meets新日本フィルハーモニーオーケストラの編曲、指揮を担当
- 椎名林檎アルバム「放生会」生者の行進、公然の秘密、さらば純情、余裕の凱旋の管弦編曲担当
- ソロアルバム『Tapestry II』をリリース
- 香取慎吾「Full Moon」作曲
- 椎名林檎「(生)林檎博'24－景気の回復－」編曲、演奏を担当
- 福山雅治「感謝祭」
- 紅白歌合戦　椎名林檎、福山雅治のサポート

## 所属グループ
JAGATARA
1986年から解散まで参加。
在籍時には『裸の王様』『ニセ予言者たち』『ロビンソンの庭』『それから』（BMGビクター）と4枚のアルバムに編曲家、奏者として参加。
米米CLUB
1986年からホーンセクションのBIG HORNS BEEにアンデス村田として参加。
オルケスタ・デ・ラ・ルス
ホーンアレンジを担当。
BAND FOR "SANKA"
2008年に結成された北京オリンピックでの日本選手団応援を目的とするバンドプロジェクト。
SEATBELTS（シートベルツ）
作曲家・菅野よう子のバンド。

### 自身のリーダーバンド
村田陽一SOLID BRASS
村田陽一のリーダーバンド。基本編成はTp2、Tb、Sax3、TubにDrs / Percの8人編成で、ベースラインをチューバが奏でることで「管楽器とドラムのみのビッグバンド」を成立させている。メンバーはライブやアルバムごとにミュージシャンを集めて活動している。以下は過去在籍もしくは参加したことがあるミュージシャン。
| - 村田陽一 (Tb) - 西村浩二 (Tp) - 荒木敏男 (Tp) - エリック宮城 (Tp) - 小池修 (Sax) - 竹野昌邦 (Sax) - 本田雅人 (Sax) - 山本拓夫 (Sax) - 佐藤潔 (Tub) - 村上“ポンタ”秀一 (Drs) - 佐野康夫 (Drs) - 仙波清彦 (Perc) - 菅野よう子 (Pf) | ゲスト参加 - 桑田佳祐 (vo) - 近藤房之助 (Gt) - Char (Gt) - 山根麻衣 (Cho) - 渡辺貞夫 (Sax) - デイヴィッド・サンボーン (Sax) - ボブ・ミンツァー (Sax) - マイケル・ブレッカー (Sax) - マーカス・ミラー (b) - スチャダラパー（リズムプログラミング） |

村田陽一ORCHESTRA
- 村田陽一 (trombone, piano, Rhodes)
- 津上研太 (soprano sax, alto sax)
- 竹野昌邦 (tenor sax)
- 山本拓夫 (baritone sax, flute)
- 奥村晶 (trumpet)
- 松島啓之 (}trumpet)
- 青木タイセイ (trombone)
- 三好功郎 (guitar)
- 納浩一 (bass)
- 岡部洋一 (percussion)
- 佐野康夫 (drums)
- 萩原顕彰 (horn)
- 次田心平 (tuba)

村田陽一HOOK UP
ワンホーンにこだわったオリジナル曲中心のバンド。
- 村田陽一 (tb)
- 松本圭司 (kb)
- 石成正人 (gt)
- 小松秀行 (bs)
- 佐野康夫 (drs)

4 Bone Lines
2008年にNHK交響楽団と東京都交響楽団のトロンボーン奏者らと結成したトロンボーン・カルテット。2枚のアルバムをリリースし、それにあわせて同年5月に東京文化会館にてリサイタルを開催。

## 主な仕事

### 編曲
- 井上陽水
- 今井美樹
- ウカスカジー
- AIR
- Original Love
- 『おんな城主 直虎』（吹奏楽版の編曲）[注 3]
- 関ジャニ∞
- KinKi Kids
- King & Prince
- CHEMISTRY
- 小泉今日子
- 米米CLUB
- さかいゆう
- サザンオールスターズ
- サンボマスター
- 椎名林檎
- 少年隊
- 『新世紀エヴァンゲリオン』（吹奏楽版の編曲）
- スウィング・アウト・シスター
- 『スーパーマリオ オデッセイ』（主題歌の編曲）
- 鈴木雅之
- スパイラル・ライフ
- SMAP（「Fly」[注 4]、「華麗なる逆襲」など）
  - 木村拓哉
- DA PUMP
- でんぱ組.inc
- TOKIO
- 中森明菜
- bird
- 花澤香菜
- 林原めぐみ
- ピチカート・ファイヴ
- 平井堅
- 一青窈
- hitomi
- 平井堅
- BONNIE PINK
- 福山雅治
- 『古畑任三郎』のテーマ（本間勇輔作曲）
- 布袋寅泰
- MY LITTLE LOVER
- 槇原敬之
- 松浦亜弥
- 野猿
- 矢沢永吉
- 八代亜紀
- 山崎まさよし
- ゆず
- 吉田美奈子

- 香取慎吾

### プロデュース
- 小野リサ
- Tina
- noon
- ピストルバルブ
- PONTA BOX
- 南佳孝
- 向井滋春
- 渡辺貞夫

### 劇伴・テーマソング作曲
- 映画『東京上空いらっしゃいませ』（1990年公開）
- テレビ朝日『愛しの刑事』（1992年・石原プロモーション）
- 静岡放送SBSラジオ情報番組「朝だす!」テーマ曲（2009年4月〜）

### ライブ・レコーディングのサポート
- 市原ひかり
- 伊藤銀次
- ウカスカジー
- エレファントカシマシ
- 奥田民生
- Original Love
- KAN
- 菅野よう子
- 菊地成孔
- 笹川美和
- Sunny
- サザンオールスターズ
- 佐橋佳幸
- サンボマスター
- 椎名林檎
- JUJU
- SING LIKE TALKING
- CINDY
- SEAMO
- Superfly
- SMAP
- SETA
- 高橋洋子
- T-SQUARE
- てつ100%
- 寺岡呼人
- 浜本沙良
- V6
- 福山雅治
- 藤井フミヤ
- plenty
- 布袋寅泰
- 堀込泰行（元キリンジ）
- Mr.Children
- 宮本浩次
- ももいろクローバーZ
- 矢島美容室
- 八代亜紀
- 山下達郎
- ゆず
- 吉田美奈子
- L'Arc〜en〜Ciel
- 渡辺貞夫

## ディスコグラフィー

### アルバム
|     | 発売日         | タイトル                                                                               | 規格             | 規格品番   | レーベル                                       | 備考 |
| --- | -------------- | -------------------------------------------------------------------------------------- | ---------------- | ---------- | ---------------------------------------------- | --- |
| 1st | 1991年         | 『SOLID BRASS』                                                                        | CD               |            | バフアップ                                     | デビューアルバム。演奏は村田陽一 (tb, b-tb, euph)、エリック宮城 (p-tp, tp, flh)、菅坂雅彦 (tp, flh)、原朋直 (tp)、山本拓夫 (fl, b-cl, ts, bs)、竹野昌邦 (cl, ts)、本田雅人 (ss, as)、関島岳郎 (tuba)、佐藤潔 (tuba)、仙波清彦 (per)、村上"ポンタ"秀一 (ds)、青山純 (ds)、大友良英 (turntable, g)、鳥山雄司 (g)、菅野よう子 (p)。1991年3月録音。 |
| 1st | 2009年05月20日 | 『SOLID BRASS』                                                                        | CD               | PUFF-106   | VIVID SOUND                                    | デビューアルバム。演奏は村田陽一 (tb, b-tb, euph)、エリック宮城 (p-tp, tp, flh)、菅坂雅彦 (tp, flh)、原朋直 (tp)、山本拓夫 (fl, b-cl, ts, bs)、竹野昌邦 (cl, ts)、本田雅人 (ss, as)、関島岳郎 (tuba)、佐藤潔 (tuba)、仙波清彦 (per)、村上"ポンタ"秀一 (ds)、青山純 (ds)、大友良英 (turntable, g)、鳥山雄司 (g)、菅野よう子 (p)。1991年3月録音。 |
| 2nd | 1993年4月21日  | 『SOLID BRASS II』                                                                     | CD               | VICL-390   | Roux/JVCケンウッド・ビクターエンタテインメント | 桑田佳祐が「Crosstown Traffic」ボーカルとして参加。 |
| 2nd | 2009年7月1日   | 『SOLID BRASS II』                                                                     | CD               | VICL-70013 | Roux/JVCケンウッド・ビクターエンタテインメント | 桑田佳祐が「Crosstown Traffic」ボーカルとして参加。 |
| 3   | 1993年11月21日 | 『DANCIN' to SOLID BRASS』                                                             | CD               | VICL-18105 | Roux/JVCケンウッド・ビクターエンタテインメント | ミニ・アルバム |
| 3   | 2009年7月1日   | 『DANCIN' to SOLID BRASS』                                                             | SHM-CD           | VICL70014  | Roux/JVCケンウッド・ビクターエンタテインメント | ミニ・アルバム |
| 3   | 2015年2月12日  | 『DANCIN' to SOLID BRASS』                                                             | MEG-CD           | MSCL-60575 | ミュージックグリッド                           | |
| 4   | 1996年3月23日  | 『DOUBLE EDGE』/村田陽一SOLIDBRASS                                                     | CD               | VICJ-227   | ビクターエンタテインメント                     | |
| 5   | 1997年3月21日  | 『What's Bop?』/村田陽一SOLID BRASS                                                    | CD               | VICJ-242   | ビクターエンタテインメント                     | |
| 6   | 1999年6月23日  | 『HOOK UP』                                                                            | CD               | VICJ-60388 | ビクターエンタテインメント                     | |
| 7   | 2000年11月8日  | 『3 Views』/3 Views Producers                                                          | CD               | VICJ-60664 | 3VIEWS/ビクターエンタテインメント              | 村上秀一率いるPONTA BOXと村田陽一率いるSOLID BRASSのコラボレーション盤。 |
| 8   | 2001年1月24日  | 『TIGHTNESS』/村田陽一SOLID BRASS                                                      | CD               | VICJ-60731 | 3VIEWS/ビクターエンタテインメント              | |
| 9   | 2001年11月21日 | 『DECADE (REMIX, BEST&MORE)』/村田陽一SOLID BRASS                                      | CD               | VICJ-60840 | 3VIEWS/ビクターエンタテインメント              | アルバム・デビュー10周年を記念したソリッド・ブラスのRouxレーベル時代から『TIGHTNESS』までの5枚のアルバムからの本人の選曲よるリミックス&ベスト盤。 |
| 10  | 2003年7月23日  | 『ABSOLUTE TIMES』                                                                     | CD               | VICJ-61129 | 3VIEWS/ビクターエンタテインメント              | |
| 11  | 2008年3月5日   | 『SAX & BRASS magazine presents Yoichi Murata Best』                                   | CD               | VICJ-61552 | ビクターエンタテインメント                     | サックス&ブラス・マガジン編集部による選曲&監修のベスト・アルバム |
| 12  | 2008年4月19日  | 『4 Bone Lines Vol.1 CLASSICS』/4 Bone Lines                                           | CD               | KOCD-2523  | 佼成出版社                                     | トロンボーン・カルテット「4 Bone Lines」のアルバム |
| 13  | 2008年6月7日   | 『4 Bone Lines Vol.2 MODERNS』/4 Bone Lines                                            | CD               | KOCD-2524  | 佼成出版社                                     | トロンボーン・カルテット「4 Bone Lines」のアルバム |
| 14  | 2008年10月22日 | 『TRIBUTE TO BRECKER BROTHERS』/村田陽一SOLID BRASS & Big Band featuring Randy Brecker | CD               | VICJ-61580 | ビクターエンタテインメント                     | トリビュート・ライブの模様を収録したライブ・アルバム |
| 15  | 2009年4月29日  | 『COMPOSITIONS』/村田陽一オーケストラ                                                  | CD               | EWCD-0161  | ewe record                                     | 村田陽一率いるブラスビッグバンド「村田陽一オーケストラ」の初アルバム。オリジナル盤とカヴァー盤の2タイトルを同時リリース |
| 16  | 2009年4月29日  | 『STANDARDS』/村田陽一オーケストラ                                                     | CD               | EWCD-0162  | ewe record                                     | 村田陽一率いるブラスビッグバンド「村田陽一オーケストラ」の初アルバム。オリジナル盤とカヴァー盤の2タイトルを同時リリース |
| 17  | 2010年7月21日  | 『Janeiro』/村田陽一、イヴァン・リンス                                                 | SACDハイブリッド | EWSA-0176  | ewe record                                     | イヴァン・リンスとの共作アルバム |
| 18  | 2012年8月8日   | 『Tribute to Gil Evans Live at 新宿ピットイン』/村田陽一オーケストラ                   | CD               | PILJ-0005  | ピットインレーベル                             | |
| 19  | 2014年5月9日   | 『Tapestry』/村田陽一                                                                  | CD               | SHCZ-0102  | プライベートレーベル                           | |
| 20  | 2017年6月12日  | 『LIVE at Blues Alley Japan』/村田陽一BigBand                                          | CD               | SHCZ-0111  | プライベートレーベル                           | 収録曲全て東京ハッスルコピーよりスコア出版あり |
| 21  | 2019年10月10日 | 『Janeiro』/村田陽一、イヴァン・リンス（リイシュー版）                                 | CD               | SHCZ-0112  | プライベートレーベル                           | 2010年に発売されたものに2曲（新録）を加えたリマスター。新録にはWIll Lee、山木秀夫、椎名林檎がゲスト参加 |
| 22  | 2021年2月10日  | 『Crawling Foward』/村田陽一BigBand                                                    | CD               | SHCZ-0113  | プライベートレーベル                           | 収録曲全てオリジナル曲。2020年コロナ禍で行われた無観客配信ライブの音源 |
| 23  | 2024年7月7日   | 「Tapestry II 」/村田陽一                                                              | CD               | SHCZ-0114  | プライベートレーベル                           | |

### 映像作品
|        | 発売日        | タイトル                                                     | 規格 | 規格品番 | レーベル                   | 備考 |
| ------ | ------------- | ------------------------------------------------------------ | ---- | -------- | -------------------------- | ---- |
| ライブ | 2012年8月27日 | 『村田陽一ソリッド・ブラス LIVE!!』/村田陽一ソリッド・ブラス | DVD  | ATDV-284 | アトス・インターナショナル |      |

## 出演
- 東京・銀座の新商業施設「GINZA SIX」のスペシャルムービー - テーマソングに起用された椎名林檎とトータス松本によるデュエット曲「目抜き通り」の演奏者として出演[9]。

## 関連人物
数々の著名人との関わりがある為省略。